# Jack Carson
Jack Carson, egentligen John Elmer Carson, född 27 oktober 1910 i Carman, Manitoba, död 2 januari 1963 i Encino, Kalifornien, var en kanadensisk skådespelare.
Han började i filmbranschen som statist 1937 och kom på några år att växa till en duktig karaktärsskådespelare. 1941 började han arbeta för Warner Bros. och spelade bland annat mot James Cagney i flera filmer. Carson gjorde ofta komiska roller men även dramatiska som i Mildred Pierce (1945) eller Katt på hett plåttak (1958).
Jack Carson diagnostiserades med magsäckscancer 1962 och avled till följd av det året därpå.

## Filmografi i urval
- 1937 – Förbjuden ingång
- 1938 – Ingen fara på taket
- 1938 – Hans hemliga fru
- 1938 – Vi ses igen!
- 1938 – Alla tiders semester
- 1939 – Ingen ängel
- 1939 – Mr Smith i Washington
- 1940 – Jag tager denna kvinna
- 1940 – Bara kamrater..?
- 1941 – Flottan går iland
- 1941 – Rivaler på galej
- 1941 – Kärlekstokig
- 1941 – Bruden kom pr. efterkrav
- 1942 – Gentleman Jim
- 1942 – Än lever Adam
- 1943 – Tacka din lyckliga stjärna
- 1943 – Karriär på Broadway
- 1943 – Gift dej med mej
- 1944 – Arsenik och gamla spetsar
- 1945 – Mildred Pierce - en amerikansk kvinna
- 1946 – One More Tomorrow
- 1946 – Här kommer Broadway
- 1948 – På kryss till Rio
- 1949 – Stjärnskott i Hollywood
- 1950 – Ta' fast bovarna!
- 1950 – Brinnande guld
- 1953 – Vi simmar tillsammans
- 1954 – En stjärna föds
- 1954 – Röda strumpeband
- 1954 – Phffft!
- 1956 – Över gränsen
- 1957 – Svarta änglar
- 1958 – Katt på hett plåttak
- 1958 – Raket i paradiset
- 1960 – En läkares brott
- 1961 – Bitter revansch